# Isolde Hannamann
Isolde Hannamann (* 29. August 1968 in Filsen) ist eine deutsche Rechtswissenschaftlerin, Autorin und seit Juli 2024 Richterin des VII. Zivilsenats am Bundesgerichtshof.

## Werdegang
Isolde Hannamann studierte Rechtswissenschaften und trat nach Erlangung des zweiten Staatsexamens 2000 in den höheren Justizdienst des Landes Bayern ein. Dort verbrachte sie zunächst vier Jahre bei der Staatsanwaltschaft München I, bevor sie im September 2004 zur Richterin am Amtsgericht Wolfratshausen ernannt wurde. Von 2010 bis 2013 war Hannamann als wissenschaftliche Mitarbeiterin am Bundesgerichtshof tätig und wechselte nach Ende ihrer Abordnung an das Landgericht München I. Im November 2016 wurde sie zunächst anteilig an das Oberlandesgericht München abgeordnet, dann aber im August 2018 zur Vorsitzenden Richterin am Landgericht München I bestellt. Diese Stellung hatte sie bis 2021 inne, wechselte dann aber an das Oberlandesgericht zurück, wo sie mit Rechtsstreitigkeiten aus den Bereichen des Kartellrechts und Patentanwaltssachen betraut war.
Am 1. Juli 2024 wurde Hannamann von Frank-Walter Steinmeier zur Richterin am Bundesgerichtshof ernannt. Zugewiesen wurde sie dem VII. Zivilsenat, wo sie primär für Rechtsstreitigkeiten aus den Bereichen des Werkvertragsrechts und Handelsrechts sowie für Franchiseverträge und Zwangsvollstreckungsrecht rund um bewegliche Sachen und Forderungen zuständig ist.

## Werke

### Als Autorin
- Beiträge zum Sportrecht – Bd. 8: Kartellverbot und Verhaltenskoordinationen im Sport (Dissertation). Duncker & Humblot, 2001.

### Als Herausgeberin
- mit Ledermann & Ledermann (Hrsg.), Prüfungsschwerpunkte im materiellen Strafrecht. Richard Boorberg, 3. Aufl. 2014, ISBN 978-3-415-05127-0.

### Als Bearbeiterin
- Vieweg / Fischer (Hrsg.), Wirtschaftsrecht – Grundlagen. Nomos, 2023, ISBN 978-3-8487-7297-1.
- Steinle (Hrsg.), Rechtliche Problemstellungen um Athletenvereinbarungen. Richard Boorberg Verlag, 2013, ISBN 978-3-415-04934-5.
- Vieweg (Hrsg.), Spektrum des Sportrechts – Referate zweier Gemeinschaftstagungen der Universitäten Erlangen und Tübingen im Deutschen Olympischen Institut in Berlin. Duncker & Humblot, 2003, ISBN 978-3-428-11256-2.